# Bron, Rhône
Bron je jugovzhodno predmestje Lyona in občina v vzhodnoosrednjem francoskem departmaju Rhône regije Rona-Alpe. Leta 2019 je naselje imelo 42.000 prebivalcev.

## Geografija
Naselje se nahaja na jugovzhodu Lyona; je pomembno industrijsko središče Lyona, zlasti metalurgije in steklarstva. Na ozemlju občine leži zasebno letališče Lyon-Bron, do leta 1975, ko je bilo zgrajeno novo mednarodno letališče Lyon-Saint-Exupéry, glavno mestno letališče. Na ozemlju te in sosednjih občin Saint-Priest ter Vénissieux se na površini 178 hektarjev razprostira športni park Parilly.

## Administracija
Bron je sedež istoimenskega kantona, vključenega v okrožje Lyon.

## Pobratena mesta
- Cumbernauld (Škotska, Združeno kraljestvo);